# 顾四科
顾四科（1501年—？），字齊賢，號六泉，浙江錢塘縣人，明朝政治人物。

## 生平
嘉靖七年（1528年）戊子科浙江乡试第六名举人，嘉靖十一年壬辰科会试第二百五十二名，二甲第十名進士。观刑部政，授刑部主事，升员外郎。嘉靖十九年（1540年）出為福建漳州府知府，歷升陕西提学副使、湖广左参政、嘉靖三十一年（1552年）陞陝西按察使。歷湖广右布政使、山东左布政使。

## 家族
曾祖顾昇，壽官。祖父顾恭。父顾瑷，知县。母沈氏，继母武氏。慈侍下。兄三綱。弟五常、一经、六德、四教。